# Forsfararens brud (1937)
Forsfararens brud (finska: Koskenlaskijan morsian) är en finländsk dramafilm från 1937, regisserad av Valentin Vaala. Filmen bygger på Väinö Katajas roman med samma namn och är en nyinspelning av  Forsfararens brud från 1923.
Bonden Iisakki (Jalmari Rinne) bor tillsammans med dottern Hanna (Ansa Ikonen) i byn Nuottaniemi. Iisakki klandrar Heikki (Eino Jurkka) i Palomäki för att vara ansvarig för att hans son tidigare omkommit i en olycka. Heikkis son Juhani (Tauno Palo) är förälskad i Hanna, som håller av flottaren Antti (Kaarlo Kytö) i Koskenalusta.

## Skådespelare (urval)[2]
- Jalmari Rinne
- Ansa Ikonen
- Eino Jurkka
- Tauno Palo
- Kaarlo Kytö
- Vilho Auvinen
- Ossi Elstelä
- Kyösti Käyhkö
- Helmer Kaski